# Estádio Mário Alves Mendonça
O Estádio Mário Alves Mendonça, também conhecido como "Caldeirão do Diabo", foi um estádio de futebol que pertencia ao América Futebol Clube de São José do Rio Preto, São Paulo.

## Características
O primeiro jogo foi feito em 1948, com o placar sendo América de Rio Preto 1 x 1 América do Rio de Janeiro. Tinha capacidade oficial para 20 mil pessoas. O maior público do estádio aconteceu em 1979 na partida sem gols entre o Corinthians e o América, quando 23.800 pessoas assistiram ao jogo. O último jogo foi realizado em 4 de fevereiro de 1996.
O estádio foi demolido e atualmente o América manda seus jogos no Estádio Benedito Teixeira, o "Teixeirão". No local do Mário Alves Mendonça foi construído um supermercado.